# Anton Wladimirowitsch Slepyschew
Anton Wladimirowitsch Slepyschew (russisch Антон Владимирович Слепышев; englische Transkription: Anton Vladimirovich Slepyshev; * 13. Mai 1994 in Pensa) ist ein russischer Eishockeyspieler, der zuletzt bis Oktober 2024 beim HK Dynamo Moskau aus der Kontinentalen Hockey-Liga (KHL) unter Vertrag gestanden und dort auf der Position des linken Flügelstürmers gespielt hat.

## Karriere
Anton Slepyschew begann seine Karriere als Eishockeyspieler in seiner Heimatstadt in der Nachwuchsabteilung von Disel Pensa, in der er bis 2011 aktiv war. Anschließend wurde der Flügelspieler im KHL Junior Draft 2011 als Gesamterster von Metallurg Nowokusnezk ausgewählt. Bei der Profimannschaft von Metallurg Nowokusnezk konnte er sich in der Saison 2011/12 auf Anhieb einen Stammplatz in der Kontinentalen Hockey-Liga (KHL) erspielen. Auch in der folgenden Spielzeit konnte er an diese Leistungen anknüpfen, so dass er andere KHL-Klubs auf sich aufmerksam machte. Da Metallurg zu diesem Zeitpunkt in finanziellen Nöten war, wurde Slepyschew Anfang Dezember 2012 gegen Zahlung einer Kompensation an Salawat Julajew Ufa abgegeben.

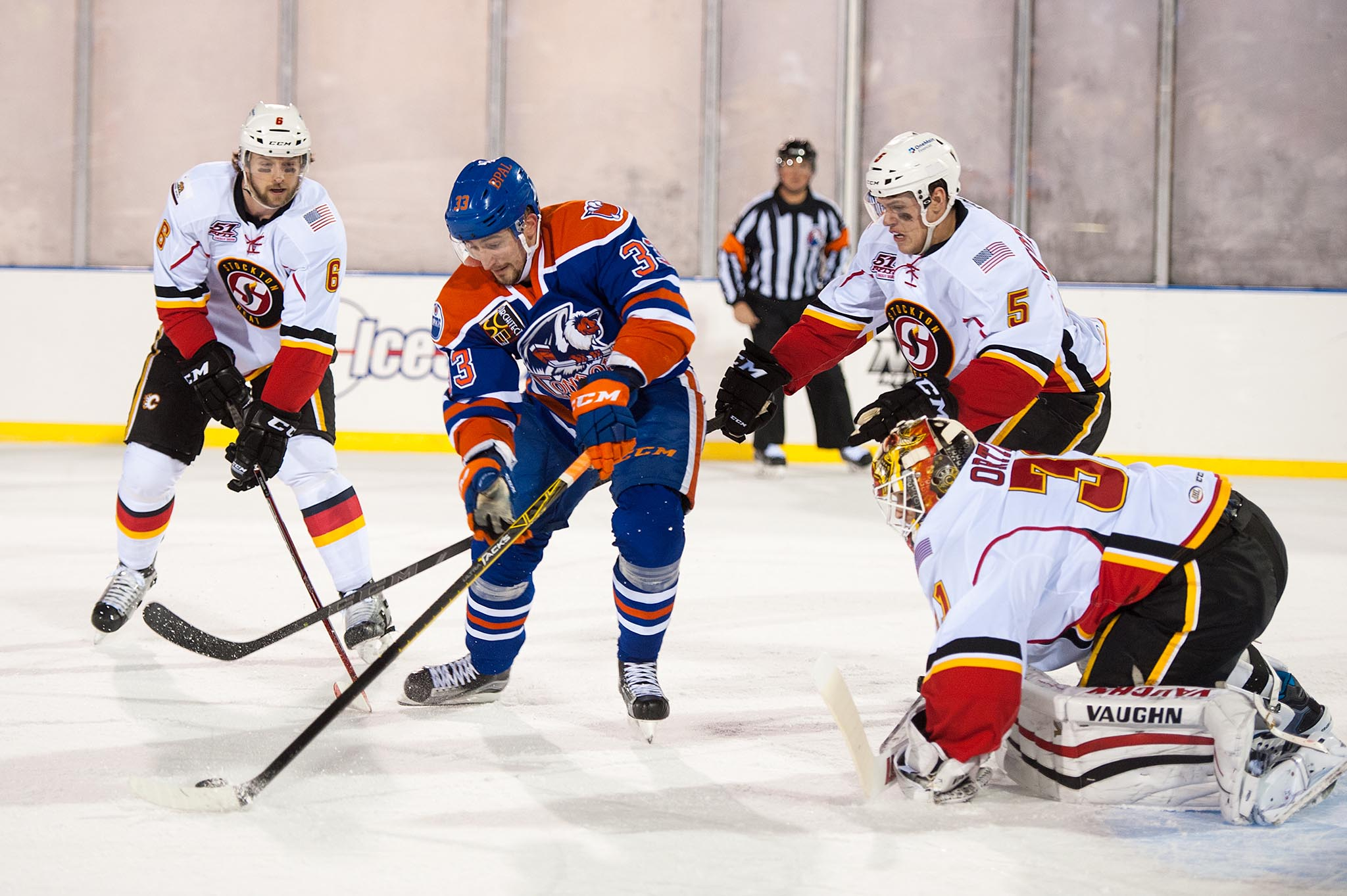
Slepyschew (Bildmitte) im Trikot der Bakersfield Condors (2015)

In Ufa blieb Slepyschew knapp zweieinhalb Jahre, ehe er im Mai 2015 einen auf drei Jahre befristeten Einstiegsvertrag bei den Edmonton Oilers aus der National Hockey League unterschrieb. Die Oilers hatten ihn zwei Jahre zuvor im NHL Entry Draft 2013 an 88. Position ausgewählt.
Nach drei Jahren in Nordamerika, in denen er sich nie wirklich in der NHL etablieren konnte, kehrte Slepyschew in seine Heimat zurück und wechselte zum HK ZSKA Moskau in die KHL. Dort verbrachte er insgesamt sechs Spielzeiten und gewann mit dem Armeesportklub dreimal den Gagarin-Pokal sowie damit verbunden die russische Meisterschaft. Im Juli 2024 wechselte der Stürmer innerhalb der Moskauer Stadtgrenze zum Ligarivalen HK Dynamo Moskau. Allerdings wurde der Vertrag im Oktober desselben Jahres nach neun Einsätzen bereits wieder aufgelöst.

### International
Für Russland nahm Slepyschew an der U18-Junioren-Weltmeisterschaft 2011 teil, bei der er mit seiner Mannschaft die Bronzemedaille gewann. Er selbst erzielte im Turnierverlauf in sieben Spielen drei Tore und eine Vorlage und wurde zu einem der drei besten Spieler seiner Mannschaft gewählt. Bei der Junioren-Weltmeisterschaft 2013 gewann er mit der U20-Auswahl seines Heimatlandes eine weitere Bronzemedaille.
Im Seniorenbereich debütierte er für die russische Nationalmannschaft bei der Euro Hockey Tour 2014/15. In der Folge nahm er mit dem Team an den Olympischen Winterspielen 2022 in Peking teil, bei der er die Silbermedaille errang.

## Erfolge und Auszeichnungen
| - 2014 Spengler Cup All-Star-Team - 2019 Gagarin-Pokal-Gewinn und Russischer Meister mit dem HK ZSKA Moskau - 2020 KHL-Stürmer des Monats Januar | - 2022 Gagarin-Pokal-Gewinn und Russischer Meister mit dem HK ZSKA Moskau - 2023 Gagarin-Pokal-Gewinn und Russischer Meister mit dem HK ZSKA Moskau |

### International
| - 2011 Goldmedaille beim Europäischen Olympischen Winter-Jugendfestival - 2011 Bronzemedaille bei der U18-Junioren-Weltmeisterschaft - 2013 Bronzemedaille bei der U20-Junioren-Weltmeisterschaft | - 2014 Bronzemedaille bei der U20-Junioren-Weltmeisterschaft - 2022 Silbermedaille bei den Olympischen Winterspielen |

## Karrierestatistik
Stand: Ende der Saison 2023/24

### International
| Vertrat Russland bei: - Europäisches Olympisches Winter-Jugendfestival 2011 - U18-Weltmeisterschaft 2011 - U18-Weltmeisterschaft 2012 | - U20-Weltmeisterschaft 2013 - U20-Weltmeisterschaft 2014 | Vertrat das Russische Olympische Komitee bei: - Olympischen Winterspielen 2022 |

(Legende zur Spielerstatistik: Sp oder GP = absolvierte Spiele; T oder G = erzielte Tore; V oder A = erzielte Assists; Pkt oder Pts = erzielte Scorerpunkte; SM oder PIM = erhaltene Strafminuten; +/− = Plus/Minus-Bilanz; PP = erzielte Überzahltore; SH = erzielte Unterzahltore; GW = erzielte Siegtore; 1 Play-downs/Relegation; Kursiv: Statistik nicht vollständig)